# Otto Sponheimer
Otto Sponheimer (19 décembre 1886 à Nuremberg - 14 mars 1961 à Bad Kötzting) est un General der Infanterie allemand qui a servi au sein de la Wehrmacht pendant la Seconde Guerre mondiale.
Il a été récipiendaire de la croix de chevalier de la Croix de fer. Cette décoration est attribuée pour récompenser un acte d'une extrême bravoure sur le champ de bataille ou un commandement militaire avec succès.

## Décorations
- Croix de fer (1914)
  - 2e Classe
  - 1re Classe
- Croix d'honneur
- Agrafe de la Croix de fer (1939)
  - 2e Classe
  - 1re Classe
- Médaille du Front de l'Est
- Croix allemande en Or (29 novembre 1942)
- Croix de chevalier de la Croix de fer
  - Croix de chevalier le 8 août 1941 en tant que Generalleutnant et commandant de la 21. Infanterie-Division[1]